# Ann Baynard
Ann Baynard (Latijn: Anna Baynarda) (Preston 1672 - Barnes 12 juni 1697) was een Latijnstalig filosoof en natuurfilosoof in het Engeland van de 17e eeuw.

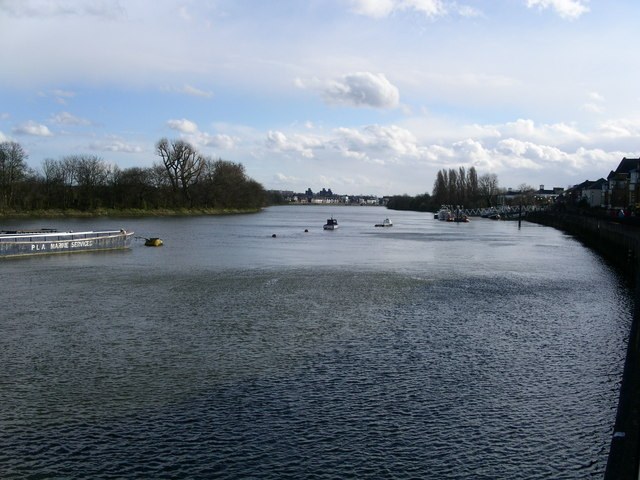
Beeld van de Thames in Barnes, waar Ann Baynard woonde en werkte.

## Levensloop
Baynard werd geboren in Preston (1672) waar haar vader Edward Baynard een artsenpraktijk had. Zij was het enig kind van Edward Baynard en Anna Rawlinson. Ze was leergierig en stortte zich op de studies van Grieks en Latijn, astronomie, wiskunde en filosofie en was bedreven in het schrijven van Latijnse teksten. Met haar kennis van Grieks en Latijn las ze de Bijbel en geschriften van kerkvaders. Ze zocht discussies op met atheïsten en niet-christenen. Later, tijdens haar grafrede, noemde dominee Prude haar filosofische kennis van deze twintigjarige vrouw even groot als deze van een 'oude bebaarde mannelijke filosoof'.
Al haar studiewerk en natuurkennis waren voor haar een toegang tot God. Haar christelijk geloof was de drijfveer om kennis te vergaren.

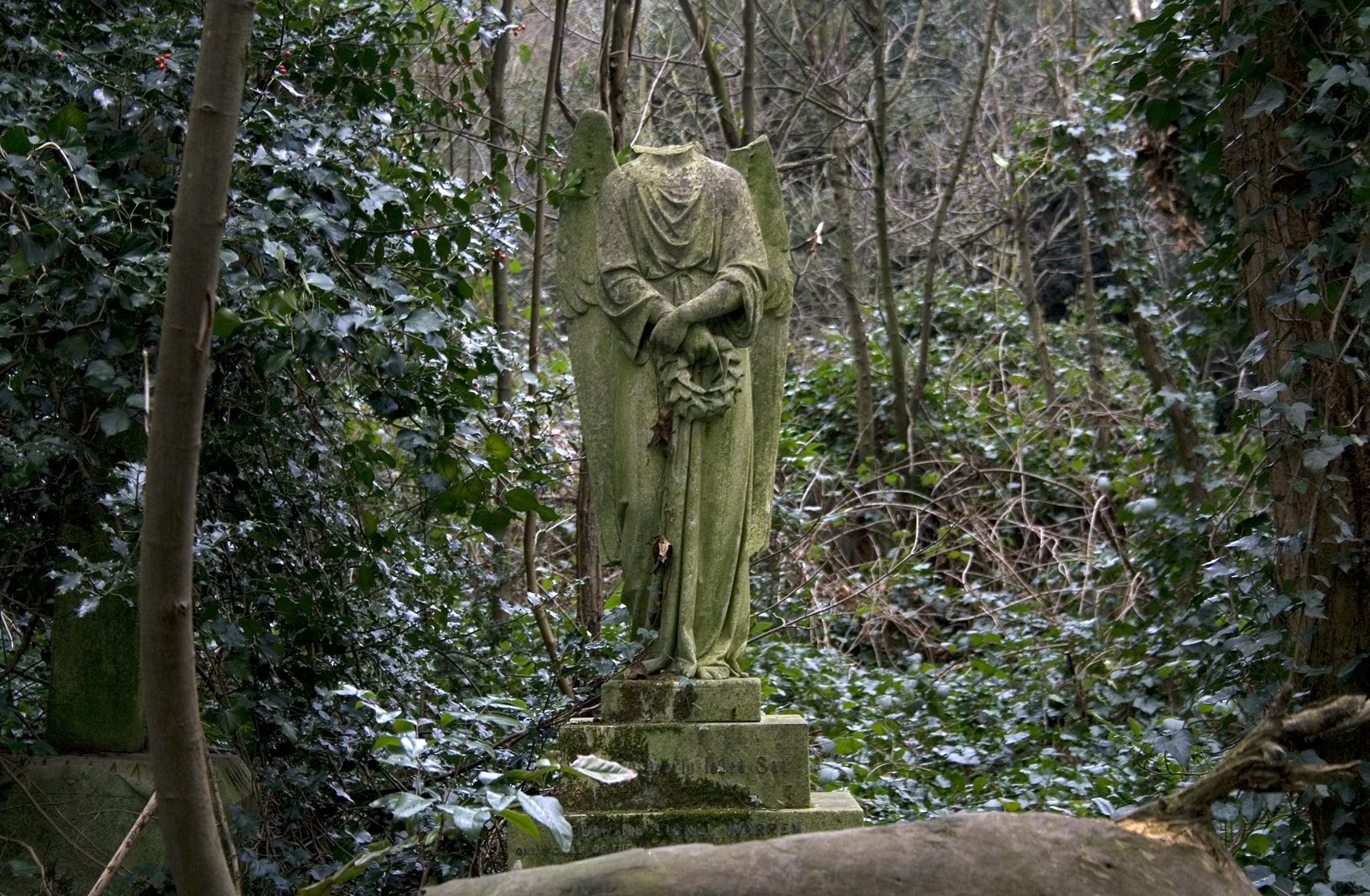
kerkhof van Barnes

Ann Baynard spoorde jongeren, in het bijzonder vrouwen, aan tot studie en zelfontplooiing. Zij kon niet begrijpen hoe jongeren ervoor kozen zich niet bij te scholen. Zij leefde vroom en sober. Zij volgde elke dag een kerkdienst en schonk regelmatig aalmoezen van het kleine inkomen dat ze had. In haar laatste levensjaar werd zij ziek; zij wandelde toen vaak op het kerkhof van Barnes, waar ze lang kon mediteren. Zij stierf, 25 jaar jong, en werd begraven in Barnes (1697).

## Citaat van haar
O mortales! quotusquisque vestrum cogitet ex hoc momento pendet æternitas